# František Paďour
František Padour (Dobříš, 19 januari 1988) is een Tsjechisch voormalig wielrenner die in 2015 uitkwam voor Androni Giocattoli-Sidermec.

## Overwinningen
2006
 Tsjechisch kampioen op de weg, Junioren
2012
1e etappe Ronde van Tsjechië
Eindklassement Ronde van Tsjechië

## Resultaten in voornaamste wedstrijden
| Jaar | Ronde van Italië | Ronde van Frankrijk | Ronde van Spanje |
| ---- | ---------------- | ------------------- | ---------------- |
| 2014 |                  |                     |                  |
| 2015 |                  |                     |                  |

| Jaar | Ronde van Vlaanderen | Luik-Bast.‑Luik |
| ---- | -------------------- | --------------- |
| 2014 |                      | 118e            |
| 2015 | opgave               |                 |

## Ploegen
- 2007-CK Pribram Bei
- 2008-CK Windoor's-Pribram
- 2009-PSK Whirlpool-Author
- 2011-PSK Whirlpool-Author (vanaf 01/08)
- 2012-Whirlpool-Author
- 2013-Bauknecht-Author
- 2014-Team NetApp-Endura
- 2015-Androni Giocattoli-Sidermec

Bárta · 
Benedetti · 
Bennett · 
Camaño · 
De la Cruz · 
Dempster · 
Huzarski · 
Jarc · 
König · 
Machado · 
Matzka · 
McEvoy · 
Mendes · 
Padour · 
Rowsell · 
Schillinger · 
Schorn · 
Schwarzmann · 
Thwaites · 
Voss  · 
Konrad (stagiair) · 
Krieger (stagiair) · 
Mühlberger (stagiair) 
Appollonio · Bandiera · Benfatto · Chicchi · Dall'Antonia · Ebsen · Frapporti · Gálviz · Gatto · Giménez · Godoy · Nardin · Padour · Pellizotti · Rodríguez · Sella · Stortoni · Taborre · Taliani · Tvetcov · Zilioli · Zordan · Barbero (stagiair) · Viel (stagiair) · Viola (stagiair)